# Национални парк Ђердап
Национални парк Ђердап је највећи национални парк у Србији, налази се у североисточном делу Србије, на самој граници са Румунијом. Пратећи ток Дунава, простире се у дужини од 100 километара његове десне обале, од Голупца до Караташа код Кладова, где се простиру зоне са различитим режимом заштите објеката природе, споменика културе, фауне и вегетације реликтних врста.
Укупна површина Националног парка износи 63786,48 ha од чега је I степеном обухваћено 8,01%, II степеном 21,50% и III степеном 70,79% укупне површине. Основни природни феномен овог подручја је грандиозна Ђердапска клисура кроз коју протиче река Дунав.
Обухвата узани шумовити брдско-планински појас, ширине 2 до 8 km уз Дунав, који се издиже изнад Дунава од 50 до 800 метара надморске висине.
Национални парк Ђердап, такође, називају и речним националним парком, будући да значајан део Ђердапа чини Дунав, а највећу и најдужу клисуру пробојницу у Европи, чудесна Гвоздена врата, самониклом ботаничком баштом и највећим европским археолошким музејом у природи.
Специфичан историјски развој, врло повољна ђердапска клима, сложена мрежа клисура, кањона и дубоких увала, овај простор издвајају као јединствен европски резерват терцијарне флоре, вегетације и фауне.

## Оснивање
Као Национални парк НП Ђердап проглашен је 1974. године да би били стављени под заштиту Клисура Ђердапа и природно подручје уз клисуру, као просторна целина, са изузетним културно-историјским вредностима, значајним природним екосистемима по саставу изузетне вредности и реткости, објектима изворне флоре и фауне и добро очуваним шумама природног састава и изузетног изгледа.
Као Предузеће за заштиту и развој Националног парка Ђердап основано је 5. јуна 1989. године, усклађивањем са законским прописима од 1993. године послује као Јавно предузеће „Национални парк Ђердап”.
Седиште ЈП „Национални парк Ђердап” је у Доњем Милановцу, у Улици Краља Петра I 14 a, а радне јединице су у Добри и Текији.
Организациона структура
- Сектор за заједничке послове,
- Сектор за заштиту и одрживи развој,
- Сектор за правне, опште и послове туризма,
- Сектор за планирање газдовања шумама

## Основне одлике
Основна одлика парка је велика шумовитост (преко 64%) и изразито богатство и разноврсност флоре, фауне геоморфолошких облика и богатство културно-историјских споменика од најстаријих епоха до данас. Око 9% односно 5.500 ha површине Националног парка Ђердап чини део Дунава који припада Србији. То Национални парк Ђердап чини и речним националним парком. Долина Дунава састављена је од три кањонско-клисурске долине:
- Голубачка, дугачка 14,5 km, најмање ширине 230
- Госпођин Вир дужине 15 km и најмање ширине 220
- Кањон Великог и Малог Казана дужине 19 km и најмање ширине 150

и три котлине:
- Љупковска
- Доњомилановачка
- Оршавска

Кањонске долине усечене су у кречњаке јужних Карпата.
Ђердап, Гвоздена врата, хиљадама година је изазов за путнике, трговце, ратнике и миротворце. То су врата између два важна културна и економска дела света, између доњег и средњег Подунавља. Ђердап је одувек био природно стратешко место огромног значаја, и у рату и у миру. Зато је дуж Ђердапа велики број историјских споменика.
Одлуком Унеска проглашен је за геопарк.
Флора Ђердапа се не одликује само разноврсношћу и богатством, него и изразитим реликтним карактером. На простору парка опстаје преко 1100 биљних врста.
Разноликост станишта и заједница се одразила и на фауну која попут флоре, носи обележје реликтности. На овом простору се могу срести медвед, рис, вук, шакал, штекавац, сова ушара, црна рода као и мноштво других врста.

## Културно историјско наслеђе
Врло повољни услови за живот били су разлог сталног присуства човека о чему сведоче многи археолошки налази и културно-историјски споменици, као што су насеље Лепенски Вир, археолошки локалитети попут Дијане, Голубачки град, остаци Трајановог моста, Трајанове табле, римског лимеса, разноврсни кастели, до очуваних примера народне српске архитектуре.